# Eugenia whytei
Eugenia whytei är en myrtenväxtart som beskrevs av Thomas Archibald Sprague. Eugenia whytei ingår i släktet Eugenia och familjen myrtenväxter. Inga underarter finns listade i Catalogue of Life.